# Phaeochroops malandai
Phaeochroops malandai är en skalbaggsart som beskrevs av Renaud Maurice Adrien Paulian 1944. Phaeochroops malandai ingår i släktet Phaeochroops och familjen Hybosoridae. Inga underarter finns listade i Catalogue of Life.